# Jen Buczkowski
Jennifer Buczkowski (* 4. April 1985 in Elk Grove Village, Illinois) ist eine US-amerikanische Fußballspielerin.

## Karriere
Anfang 2009 wurde sie in der sechsten Runde des WPS-Drafts an Position 39 vom Sky Blue FC verpflichtet und konnte am Ende der Saison die Meisterschaft erringen. In den folgenden beiden Saisons spielte Buczkowski für den Ligakonkurrenten Philadelphia Independence. Nach der Auflösung der WPS unmittelbar vor der Saison 2012 schloss sie sich dem WPSL-Elite-Teilnehmer Chicago Red Stars an, mit denen sie im Ligafinale Western New York Flash unterlag. Anfang 2013 wurde Buczkowski vom FC Kansas City verpflichtet, ihr Ligadebüt in der neugegründeten National Women’s Soccer League gab sie am 13. April 2013 gegen den Portland Thorns FC. Mit dem FC Kansas City gewann sie 2014 und 2015 die Meisterschaft in der NWSL, in beiden Play-off-Finalspielen gewann sie hierbei gegen den Seattle Reign FC. Nach dem fünften Spieltag der Saison 2016 beendete Buczkowski ihre Profikarriere aus beruflichen Gründen. Sie hatte bis zu diesem Zeitpunkt ligaweit als einzige Spielerin alle 71 Spiele seit der Gründung der NWSL absolviert. In der Saison 2017 stand sie im Kader des WPSL-Teilnehmers GSI Pride.

### Nationalmannschaft
Buczkowski spielte zwischen 2003 und 2008 für die US-amerikanischen U-19-, U-21- und U-23-Auswahlen. Mit der U-21 gewann sie im Jahr 2005 den Nordic Cup.

## Erfolge
- 2005: Gewinn des Nordic Cup (U-21-Nationalmannschaft der USA)
- 2009: Meister der WPS (Sky Blue FC)
- 2014, 2015: Meister der NWSL (FC Kansas City)